# Torneio Pré-Olímpico de Voleibol Feminino de 2020 - Ásia e Oceania
O Torneio Pré-Olímpico de Voleibol Feminino da Ásia e Oceania de 2020 foi a  qualificatória continental para os Jogos Olímpicos de Verão de 2020,  sediado em Nakhon Ratchasima, no China entre países do referido continente, no período de 7 a 12 de janeiro.O campeão deste torneio obteve a qualificação para os referidos jogos olímpicos, a Seleção Sul-Coreana alcançou tal promoção vencendo a anfitriã Tailândia na final, completou o pódio o Cazaquistão.

## Formato de disputa
Para a classificação dentro do grupo na primeira fase, o placar de 3-0 ou 3-1 garantiu três pontos para a equipe vencedora e nenhum para a equipe derrotada; já o placar de 3-2 garantiu dois pontos para a equipe vencedora e um para a perdedora.
Na primeira fase os sete times distribuídos em dois grupos, A e B, se enfrentam e avançam os quatro melhores desta etapa para as Semifinais onde o 1° colocado enfrenta o 4° e o 2° enfrenta o 3°. Os vencedores fazem a final e duelam pela qualificação olímpica.

## Local dos jogos
| Todas as partidas   |
| ------------------- |
| Nakhon Ratchasima   |
| Korat Chatchai Hall |
|                     |
| Capacidade: 4 000   |

## Seleções participantes
As seguintes seleções foram qualificadas para a disputa do Pré-Olímpico Ásia e Oceania 2020:
| Equipe        | Qualificação       | Posição  |
| ------------- | ------------------ | -------- |
| Tailândia     | Ranking AVC (2019) | 1º       |
| Coreia do Sul | Ranking AVC (2019) | 2º       |
| Cazaquistão   | Ranking AVC (2019) | 3º       |
| Taipé Chinês  | Ranking AVC (2019) | 4º       |
| Irã           | Ranking AVC (2019) | 5º       |
| Indonésia     | Ranking AVC (2019) | 6º       |
| Austrália     | Ranking AVC (2019) | 7º       |
| Índia         | Ranking AVC (2019) | 10º[SUB] |

Nota
SUB ^  Equipe desistiu da participação no torneio, sendo substituída por   Hong Kong (11º) que posteriormente  também desistiu

## Primeira fase
- Local:Korat Chatchai Hall, Nakhon Ratchasima

### Grupo A
|     |              |     | Jogos | Jogos | Jogos | Resultados | Resultados | Resultados | Resultados | Resultados | Resultados | Sets | Sets | Sets  | Pontos | Pontos | Pontos |
| Pos | Equipe       | Pts | T     | V     | D     | 3–0        | 3–1        | 3–2        | 2–3        | 1–3        | 0–3        | V    | P    | R     | V      | P      | R      |
| --- | ------------ | --- | ----- | ----- | ----- | ---------- | ---------- | ---------- | ---------- | ---------- | ---------- | ---- | ---- | ----- | ------ | ------ | ------ |
| 1   | Tailândia    | 6   | 2     | 2     | 0     | 2          | 0          | 0          | 0          | 0          | 0          | 6    | 0    | MAX   | 150    | 93     | 1.613  |
| 2   | Taipé Chinês | 3   | 2     | 1     | 1     | 1          | 0          | 0          | 0          | 0          | 1          | 3    | 3    | 1,000 | 128    | 127    | 1.008  |
| 3   | Austrália    | 0   | 2     | 0     | 2     | 0          | 0          | 0          | 0          | 0          | 2          | 0    | 6    | 0,000 | 92     | 150    | 0.613  |

Resultados
| Data  | Hora  |              | Placar |                 | Set 1 | Set 2 | Set 3 | Set 4 | Set 5 | Total | Relatório |
| ----- | ----- | ------------ | ------ | --------------- | ----- | ----- | ----- | ----- | ----- | ----- | --------- |
| 7 Jan | 18:00 | 'Tailândia ' | 3–0    | Taipé Chinês    | 25–16 | 25–21 | 25–16 |       |       | 75–53 | 75–53     |
| 8 Jan | 18:00 | Austrália    | 0–3    | ' Taipé Chinês' | 20–25 | 18–25 | 14–25 |       |       | 52–75 | 52–75     |
| 9 Jan | 18:00 | 'Tailândia ' | 3–0    | Austrália       | 25–12 | 25–15 | 25–13 |       |       | 75–40 | 75–40     |

### Grupo B
|     |               |     | Jogos | Jogos | Jogos | Resultados | Resultados | Resultados | Resultados | Resultados | Resultados | Sets | Sets | Sets  | Pontos | Pontos | Pontos |
| Pos | Equipe        | Pts | T     | V     | D     | 3–0        | 3–1        | 3–2        | 2–3        | 1–3        | 0–3        | V    | P    | R     | V      | P      | R      |
| --- | ------------- | --- | ----- | ----- | ----- | ---------- | ---------- | ---------- | ---------- | ---------- | ---------- | ---- | ---- | ----- | ------ | ------ | ------ |
| 1   | Coreia do Sul | 9   | 3     | 3     | 0     | 3          | 0          | 0          | 0          | 0          | 0          | 9    | 0    | MAX   | 225    | 137    | 1.642  |
| 2   | Cazaquistão   | 6   | 3     | 2     | 1     | 2          | 0          | 0          | 0          | 0          | 1          | 6    | 3    | 2,000 | 207    | 182    | 1.137  |
| 3   | Indonésia     | 2   | 3     | 1     | 2     | 0          | 0          | 1          | 0          | 0          | 2          | 3    | 8    | 0.375 | 186    | 260    | 0.715  |
| 4   | Irã           | 1   | 3     | 0     | 3     | 0          | 0          | 0          | 1          | 0          | 2          | 2    | 9    | 0.222 | 210    | 249    | 0.843  |

Resultados
| Data  | Hora  |                  | Placar |                  | Set 1 | Set 2 | Set 3 | Set 4 | Set 5 | Total | Relatório |
| ----- | ----- | ---------------- | ------ | ---------------- | ----- | ----- | ----- | ----- | ----- | ----- | --------- |
| 7 Jan | 13:00 | Irã              | 0–3    | ' Cazaquistão'   | 14-25 | 16-25 | 14-25 |       |       | 44–0  | 44-75     |
| 7 Jan | 15:30 | 'Coreia do Sul ' | 3–0    | Indonésia        | 25–18 | 25–10 | 25–9  |       |       | 75–37 | 75–37     |
| 8 Jan | 13:00 | Indonésia        | 0–3    | ' Cazaquistão'   | 22-25 | 23-25 | 18-25 |       |       | 63–0  | 63-75     |
| 8 Jan | 15:30 | 'Coreia do Sul ' | 3–0    | Irã              | 25–15 | 25–9  | 25–19 |       |       | 75–43 | 75–43     |
| 9 Jan | 13:00 | Irã              | 2–3    | ' Indonésia'     | 21–25 | 15–25 | 25–21 | 26-24 | 12-15 | 99–71 | 99–110    |
| 9 Jan | 15:30 | Cazaquistão      | 0–3    | ' Coreia do Sul' | 20–25 | 16-25 | 21-25 |       |       | 57–25 | 57-75     |

## Fase Final

### Semifinais
| Data   | Hora  |                  | Placar |              | Set 1 | Set 2 | Set 3 | Set 4 | Set 5 | Total | Relatório |
| ------ | ----- | ---------------- | ------ | ------------ | ----- | ----- | ----- | ----- | ----- | ----- | --------- |
| 11 jan | 15:30 | 'Coreia do Sul ' | 3–1    | Taipé Chinês | 18–25 | 25–9  | 25–15 | 25–14 |       | 93–63 | 93–63     |
| 11 jan | 18:00 | 'Tailândia '     | 3–1    | Cazaquistão  | 25–21 | 25–20 | 24–26 | 25–21 |       | 99–88 | 99–88     |

### Terceiro lugar
| Data   | Hora  |              | Placar |                | Set 1 | Set 2 | Set 3 | Set 4 | Set 5 | Total | Relatório       |
| ------ | ----- | ------------ | ------ | -------------- | ----- | ----- | ----- | ----- | ----- | ----- | --------------- |
| 12 jan | 15:30 | Taipé Chinês | 1–3    | ' Cazaquistão' | 21–25 | 25–22 | 21–25 | 25–27 |       | 92–99 | 92–99 Resultado |

### Final
| Data   | Hora  |                  | Placar |           | Set 1 | Set 2 | Set 3 | Set 4 | Set 5 | Total | Relatório |
| ------ | ----- | ---------------- | ------ | --------- | ----- | ----- | ----- | ----- | ----- | ----- | --------- |
| 12 jan | 18:00 | 'Coreia do Sul ' | 3–0    | Tailândia | 25–22 | 25–20 | 25–20 |       |       | 75–62 | 75–62     |

## Classificação final
| Posição | Equipe        |
| ------- | ------------- |
| 1       | Coreia do Sul |
| 2       | Tailândia     |
| 3       | Cazaquistão   |
| 4       | Taipé Chinês  |
| 5       | Indonésia     |
| 6       | Irã           |
| 7       | Austrália     |

|  | Qualificado para a Olimpíada Tóquio 2020 |